# Табаново
Табаново (укр. Табанове) — село в Перегоновской сельской общине Голованевского района Кировоградской области Украины.
Население по переписи 2001 года составляло 245 человек. Почтовый индекс — 26524. Телефонный код — 5252. Занимает площадь 0,949 км². Код КОАТУУ — 3521484203.